# Krajta ametystová
Krajta ametystová (Morelia amethistina) je druh škrtiče z čeledi krajty. Vyskytuje se především v Indonésii, Papui Nové Guineji a Austrálii. Obvykle dosahuje délky okolo 3–5 metrů, podle neověřených zpráv ale i více než 7 metrů, což z ní činí jednoho z nejdelších hadů na světě. 

## Popis
Morfologicky jde o typického zástupce krajt – tělo je mohutné a svalnaté, proti větší krajtě tygrovité nebo mřížkované je ale štíhlejší. Hlava je zřetelně oddělena od těla a má kuželovitý tvar.
Barva hada závisí na konkrétním poddruhu, nejčastější je ale zelenožlutá, případně světle zelená, někteří jedinci jsou zbarveni více do fialova – samotný přívlastek ametystová druh získal především pro nafialovělý lesk kůže, připomínající třpytící se ametyst.

## Výskyt

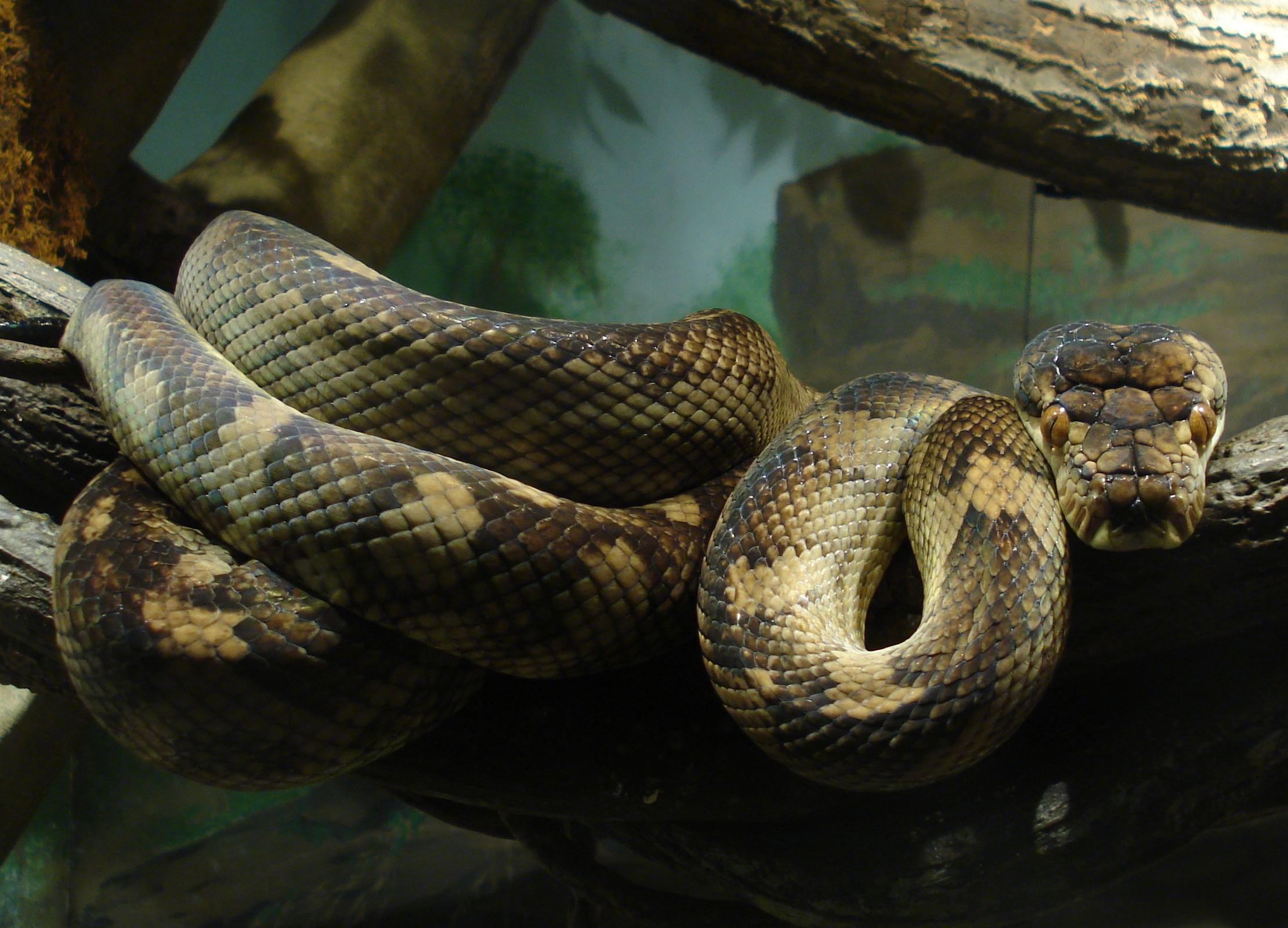
Krajta ametystová v Bronx Zoo v New Yorku

Největší populace krajty ametysové žije v Indonésii, (např. na Molukách a na ostrově Misool, velmi hojná je také na Západní Nové Guineji) s přesahem do sousední Papuy Nové Guiney (včetně Bismarckova souostroví). Odtud se rozšířila do Austrálie, kde obývá především severní část země u Torresova průlivu, a v okolí Yorského poloostrova. Na jihu areálu rozšíření zasahuje až k Velkému předělovému pohoří.

## Prostředí
Stejně jako příbuzná krajta mřížkovaná obývá tropické deštné pralesy. Vyhledává místa s dostatečnou vlhkostí a přístupem k vodní hladině, kde se s oblibou koupe.
V severní Austrálii (Queenslandu) a na Nové Guineji žije i v křovinaté buši.

## Potrava
Její nejběžnější kořistí se obvykle stávají ptáci, netopýři, krysy, vačice a jiní drobní savci. Větší jedinci však dokáží ulovit i klokany a cuscus, což je jeden z druhů vačice, vyskytující se na Nové Guineji a v Austrálii. Krajty často dlouhé hodiny čekají u potoků či řek na kořist, která hledá zdroj vody, a poté na ně útočí.

## Poddruhy
V současné době jsou rozlišováno několik poddruhů:
- Morelia amethistina amethistina, základní poddruh
- Morelia amethistina tracyei, vyskytující se především na Molukách a okolních souostrovích
- Morelia amethistina nauta, jejímž domovem jsou Tanimbarské ostrovy (někdy je pokládána za samostatný druh Morelia nauta)
- Morelia amethistina clastolepis, obývající pouze několik málo ostrovů kolem Torresova průlivu
- Morelia amethistina kinghorni, typický poddruh pro Austrálii